# UKTV
Ne doit pas être confondu avec BBC UKTV ou UK.TV.
UKTV est un groupe audiovisuel britannique créé en 1997 et détenu à parité par BBC Worldwide et Scripps Networks Interactive (puis Discovery) jusqu'en 2019, date à laquelle Discovery s'est désengagé, conservant certaines chaînes.

## Historique

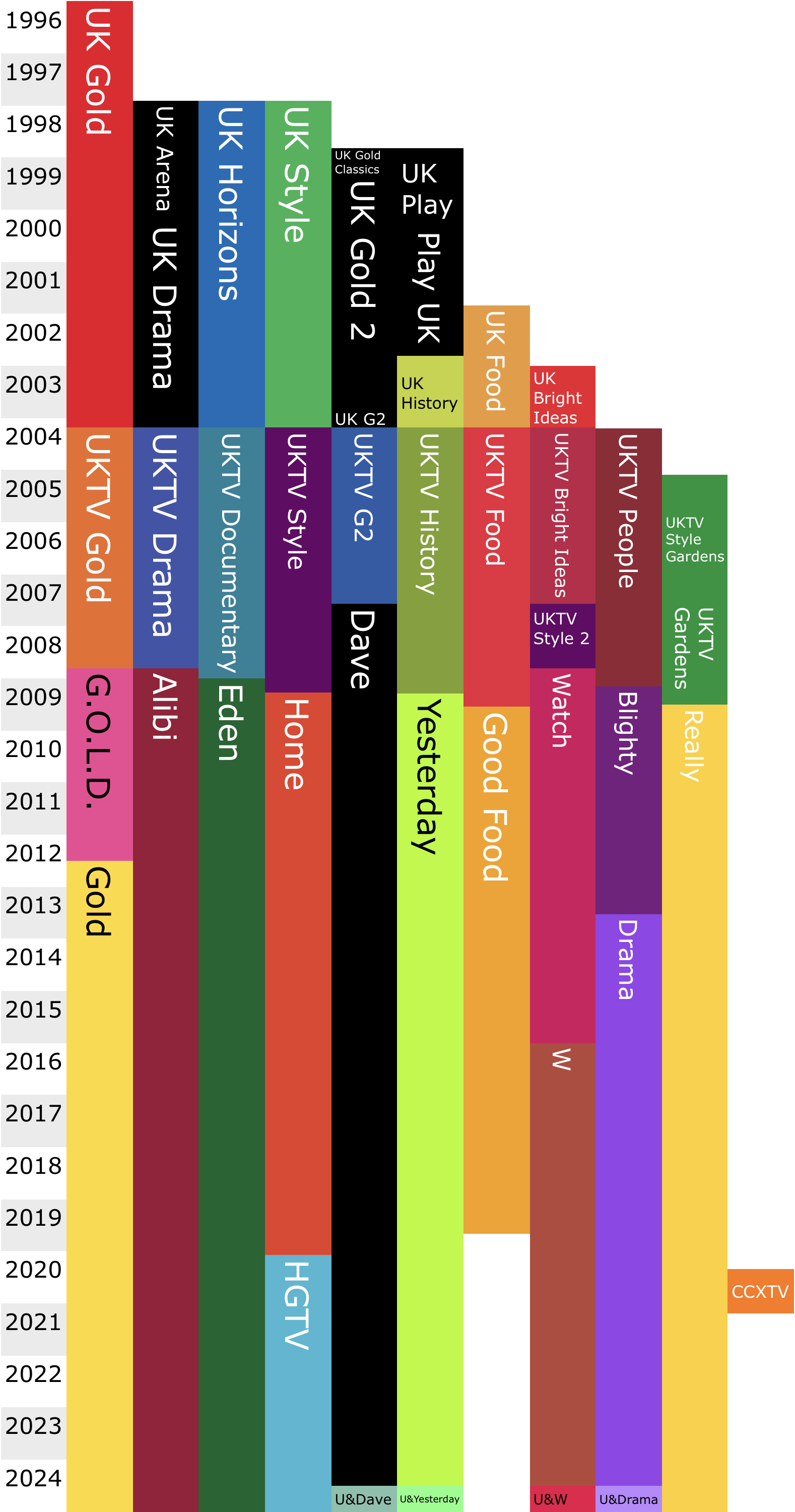

Le 15 août 2011, Virgin Media accepte de vendre sa part de 50 % dans UKTV à Scripps Networks Interactive pour 339 millions de £, réparti en 239 millions de £ en liquidité et 100 millions de £ pour les actions et la dette. L'aval des autorités irlandaises et de Jersey a été accordé le 3 octobre 2011.
Le 8 septembre 2015, UKTV étend son contrat avec Disney avec plusieurs séries supplémentaires dont Criminal Minds: Beyond Borders, Quantico et Code Black,.

## Chaînes
- U&Alibi
- U&Dave
- U&Drama
- U&Eden
- U&Gold
- U&W
- U&Yesterday

Anciennes chaînes appartenant désormais à Discovery :
- Good Food
- Home
- Really

Autres chaînes :
- UKTV Gardens